# Pottingeriaceae
Pottingeriaceae é o nome botânico de uma família de plantas dicotiledóneas. A família com este nome raramente é reconhecida pelos sistemas de taxonomia vegetal.
No sistema APG (1998) a família tem uma colocação incerta (incertae sedis).
O sistema APG II (2003) não reconhece esta família, deixando o género Pottingeria como não colocado.
O sistema APG III (2009) também não a reconhece, colocando os seus membros na família Celastraceae.
Quando aprovada, é uma pequena família de árvores, ocorrendo desde a Índia ao Sudeste Asiático.